# Need for Speed Unbound
Need for Speed Unbound (stylizováno jako NFS Unbound) je závodní videohra, kterou vyvinulo studio Criterion Games a vydala společnost Electronic Arts. Jedná se o dvacátý pátý díl série Need for Speed.
Hra byla oznámena společností EA 6. října 2022. Vyznačuje se výtvarným stylem, který spojuje prvky street artu, jako je cel-shading a graffiti, s realističtějším výtvarným stylem ostatních her Need for Speed. Mapa se nachází ve fiktivním městě inspirovaném Chicagem s názvem Lakeshore City. Hra byla vydána 2. prosince 2022 pro PlayStation 5, Windows a Xbox Series X/S.

## Hratelnost
Need for Speed Unbound je závodní hra odehrávající se ve fiktivním městě Lakeshore City, které vychází z Chicaga. Hra obsahuje prostředí otevřeného světa a vyznačuje se podobnou hratelností jako předchozí díly série, která se soustředí především na pouliční závodění. Do hry se vrací „heat systém“ z Need for Speed Heat, kde se hráč snaží získat proslulost u policie.

## Vývoj
V únoru 2020 bylo oznámeno, že se vývoj budoucích Need for Speed vrátí z Ghost Games zpět do Criterion Games. Criterion Games již dříve pracovalo na hrách Hot Pursuit (2010) a Most Wanted (2012). Vydání hry mělo být původně naplánováno na rok 2021, ale bylo odsunuto na rok 2022, protože tým byl dočasně přeřazen na pomoc při vývoji hry Battlefield 2042. V květnu 2022 EA oznámila, že sloučila Codemasters Cheshire s Criterion Games, čímž vznikl větší tým, který na hře pracoval.

## Vydání
Několik dní před oznámením hry si fanoušci všimli, že EA na svých webových stránkách omylem předčasně odhalila název připravovaného titulu Need for Speed. Kromě toho si fanoušci také všimli, že na stránkách japonského prodejce Neowing byly předčasně zveřejněny propagační obrázky hry. Hra byla oficiálně oznámena 6. října 2022 v traileru, který představil výtvarný styl hry „street art“ a také rappera ASAP Rockyho, který má ve hře svůj vlastní mód a spolu s AWGE se v ní objevuje i některá jeho hudba.